# Troglohyphantes helsdingeni
Troglohyphantes helsdingeni is een spinnensoort in de taxonomische indeling van de hangmatspinnen (Linyphiidae).
Het dier behoort tot het geslacht Troglohyphantes. De soort komt voor in Slovenië. De typelocatie is in de buurt van Domžale. De wetenschappelijke naam van de soort werd voor het eerst geldig gepubliceerd in 1978 door Christa L. Deeleman-Reinhold. De naam is een eerbetoon aan dr. P.J. van Helsdingen, verbonden aan het natuurhistorisch museum van Leiden.